# Крумовград (футбольний клуб)

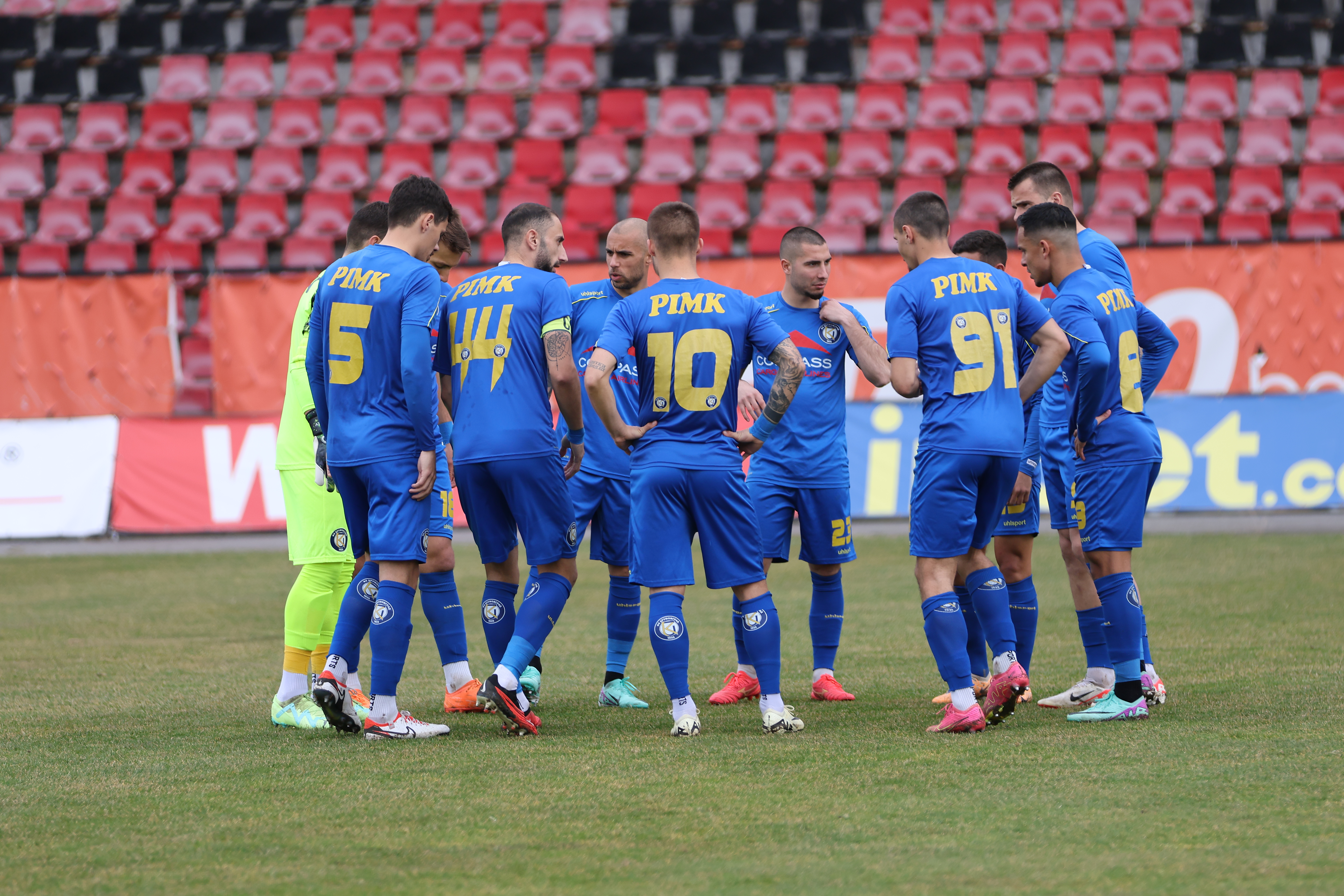
Матч проти софійського Локомотива, 25 лютого 2024 року.

Футбо́льний клуб «Крумовград» (болг. Футболен клуб Крумовград) — болгарський футбольний клуб з міста Крумовград.

## Історія
Заснований 1925 року під назвою «Левські Крумовград».
У 2021 році команда виграла підвищення до третьої болгарської ліги та виявила серйозні амбіції стосовно старту у професійному футболі.